# Leichtathletik-Juniorenafrikameisterschaften 1997
Die 3. Leichtathletik-Juniorenafrikameisterschaften fanden vom 21. bis 23. August 1997 in Ibadan im westafrikanischen Nigeria statt. Es war dies die dritte Austragung der Juniorenwettkämpfe auf afrikanischer Ebene und wurden vom Afrikanischen Leichtathletikverband (CAA) organisiert. Es wurden 43 Bewerbe ausgetragen, 22 für Männer und 21 für Frauen.

## Resultate

### Männer

#### 100 m
| Platz | Athlet          | Land | Zeit (s) |
| ----- | --------------- | ---- | -------- |
| 1     | Sunday Emmanuel | NGR  | 10,55    |
| 2     | Abu Duah        | GHA  | 10,78    |
| 3     | Tanko Braimah   | RSA  | 10,94    |
| 4     | Musa Deji       | NGR  | 10,96    |
| 5     | Nikela Ndebele  | ZIM  | 11,01    |
| 6     | Moaji Ndobama   | BOT  | 11,28    |

Finale: 21. August
Wind: −2,7 m/s

#### 200 m
| Platz | Athlet          | Land | Zeit (s) |
| ----- | --------------- | ---- | -------- |
| 1     | Sunday Emmanuel | NGR  | 21,12    |
| 2     | Tanko Braimah   | GHA  | 21,17    |
| 3     | Musa Deji       | NGR  | 21,54    |
| 4     | Alex Owusu      | GHA  | 21,64    |
| 5     | Nikela Ndebele  | ZIM  | 21,69    |
| 6     | Matarr Njie     | GAM  | 22,01    |

Finale: 23. August
Wind: +0,1 m/s

#### 400 m
| Platz | Athlet          | Land | Zeit (s) |
| ----- | --------------- | ---- | -------- |
| 1     | Fidelis Gadzama | NGR  | 46,38 CR |
| 2     | Musa Audu       | NGR  | 47,02    |
| 3     | Daniel Adomako  | GHA  | 47,42    |
| 4     | Stephen Adjei   | GHA  | 48,23    |
| 5     | Sunday Kassaya  | UGA  | 48,45    |
| 6     | Tayeb Ayache    | ALG  | 48,68    |

Finale: 22. August

#### 800 m
| Platz | Athlet            | Land | Zeit (min) |
| ----- | ----------------- | ---- | ---------- |
| 1     | Benjamin Kipkurui | KEN  | 1:49,66    |
| 2     | Mostafa Shalaby   | EGY  | 1:49,82    |
| 3     | Lucky Hadebe      | RSA  | 1:49,86    |
| 4     | Mechal Gebreab    | ETH  | 1:50,14    |
| 5     | Glody Dube        | BOT  | 1:50,16    |
| 6     | Johana Chemwen    | KEN  | 1:52,00    |

Finale: 23. August

#### 1500 m
| Platz | Athlet            | Land | Zeit (min) |
| ----- | ----------------- | ---- | ---------- |
| 1     | Benjamin Kipkurui | KEN  | 3:44,17 CR |
| 2     | Mengesha Feyesa   | ETH  | 3:46,56    |
| 3     | Seth Bortey       | GHA  | 3:46,62    |
| 4     | Johana Chemwen    | KEN  | 3:48,24    |
| 5     | Nacer Benzine     | ALG  | 3:50,21    |
| 6     | Stanley Ojabosi   | NGR  | 3:50,23    |

22. August

#### 5000 m
| Platz | Athlet           | Land | Zeit (min)  |
| ----- | ---------------- | ---- | ----------- |
| 1     | Reuben Kamzee    | KEN  | 13:56,60 CR |
| 2     | Dagne Alemu      | ETH  | 14:04,42    |
| 3     | Yibeltal Admassu | ETH  | 14:20,63    |
| 4     | Jafred Lorone    | UGA  | 15:00,12    |
| 5     | Seth Bortey      | GHA  | 15:11,02    |

23. August

#### 10.000 m
| Platz | Athlet        | Land | Zeit (min) |
| ----- | ------------- | ---- | ---------- |
| 1     | Reuben Kamzee | KEN  | 30:02,60   |
| 2     | Jafred Lorone | UGA  | 30:07,00   |
| 3     | Tadele Dereje | ETH  | 30:14,08   |
| 4     | Bitrus Danat  | NGR  | 31:50,68   |
| 5     | Awati Kataya  | TOG  | 33:20,90   |

21. August

#### 110 m Hürden
| Platz | Athlet       | Land | Zeit (s) |
| ----- | ------------ | ---- | -------- |
| 1     | Frank Bonsu  | GHA  | 14,7     |
| 2     | Nader Hosni  | EGY  | 15,3     |
| 3     | Lekan Soetan | NGR  | 15,7     |
| 4     | Yves Anani   | TOG  | 16,1     |
| 5     | Defaru Asfaw | ETH  | 16,7     |
| 6     | Efoue Komi   | TOG  | ?        |

Finale: 22. August
Wind: +1,6 m/s

#### 400 m Hürden
| Platz | Athlet               | Land | Zeit (s) |
| ----- | -------------------- | ---- | -------- |
| 1     | Essel Mensah         | GHA  | 51,58 CR |
| 2     | Ismail Hashem Ismail | EGY  | 51,80    |
| 3     | Glory Okpako         | NGR  | 52,71    |
| 4     | Tahar Ghozali        | ALG  | 53,93    |
| 5     | Defaru Asfaw         | ETH  | 55,14    |
| 6     | William Cocou        | BEN  | 55,33    |

Finale: 22. August

#### 3000 m Hindernis
| Platz | Athlet          | Land | Zeit (min) |
| ----- | --------------- | ---- | ---------- |
| 1     | Reuben Kosgei   | KEN  | 8:40,40    |
| 2     | Abraham Cherono | KEN  | 8:44,28    |
| 3     | Maru Daba       | ETH  | 8:47,46    |
| 4     | Wilfred Sale    | NGR  | 9:31,08    |
| 5     | Philimon Balus  | NGR  | 9:32,27    |
| 6     | Akim Balogoun   | BEN  | 9:33,13    |

22. August

#### 4 × 100 m Staffel
| Platz | Land     | Athleten | Zeit (s) |
| ----- | -------- | -------- | -------- |
| 1     | Nigeria  |          | 40,2     |
| 2     | Ghana    |          | 41,6     |
| 3     | Algerien |          | 41,9     |
| 4     | Gambia   |          | 42,7     |
| 5     | Togo     |          | 42,9     |
| 6     | Botswana |          | 43,3     |

22. August

#### 4 × 400 m Staffel
| Platz | Land      | Athleten | Zeit (min) |
| ----- | --------- | -------- | ---------- |
| 1     | Nigeria   |          | 3:08,68 CR |
| 2     | Ghana     |          | 3:09,52    |
| 3     | Algerien  |          | 3:14,86    |
| 4     | Ägypten   |          | 3:17,71    |
| 5     | Äthiopien |          | 3:19,13    |
| 6     | Botswana  |          | 3:19,42    |

22. August

#### Hochsprung
| Platz | Athlet             | Land | Höhe (m) |
| ----- | ------------------ | ---- | -------- |
| 1     | Vusumzi Mtshatseni | RSA  | 2,10     |
| 2     | Justice Ezueakara  | NGR  | 2,05     |
| 3     | Monday Osagie      | NGR  | 2,00     |
| 4     | Kabelo Mmono       | BOT  | 1,95     |
| 5     | Alidod Yacoubou    | TOG  | 1,80     |

23. August

#### Stabhochsprung
| Platz | Athlet           | Land | Höhe (m) |
| ----- | ---------------- | ---- | -------- |
| 1     | Johann Venter    | RSA  | 4,70 CR  |
| 2     | Mohamed Benyahia | ALG  | 4,70 =CR |
| 3     | Béchir Zaghouani | TUN  | 4,50     |
| 4     | Walid Ibrahim    | EGY  | 4,30     |
| 5     | Michael Osikhera | NGR  | 3,80     |
| 6     | Ovie Turner      | NGR  | 3,60     |

21. August

#### Weitsprung
| Platz | Athlet             | Land | Weite (m) |
| ----- | ------------------ | ---- | --------- |
| 1     | Mark Anthony Awere | GHA  | 7,39      |
| 2     | Tadjou Talon       | TOG  | 6,90      |
| 3     | Raphael Akpata     | NGR  | 6,89      |
| 4     | Emmanuel Osabutey  | GHA  | 6,88      |
| 5     | Yvon Ngoua         | GAB  | 6,71      |
| 6     | Mohamed Mounib     | ALG  | 6,39      |

22. August

#### Dreisprung
| Platz | Athlet                | Land | Weite (m) |
| ----- | --------------------- | ---- | --------- |
| 1     | Mark Anthony Awere    | GHA  | 15,29     |
| 2     | Yvon Ngoua            | GAB  | 14,62     |
| 3     | Allegton Uwasanyem    | NGR  | 14,60     |
| 4     | Didier Akotia Tchalla | TOG  | 13,97     |

23. August

#### Kugelstoßen
| Platz | Athlet               | Land | Weite (m) |
| ----- | -------------------- | ---- | --------- |
| 1     | Janus Robberts       | RSA  | 18,55 CR  |
| 2     | Monday Ibrahim       | NGR  | 16,50     |
| 3     | Okechukwu Eziuka     | NGR  | 16,00     |
| 4     | Mohamed Abou el-Nasr | EGY  | 15,80     |
| 5     | Isaac Homénou        | TOG  | 13,42     |
| 6     | Khalil Slimani       | ALG  | 12,66     |

21. August

#### Diskuswurf
| Platz | Athlet         | Land | Weite (m) |
| ----- | -------------- | ---- | --------- |
| 1     | Janus Robberts | RSA  | 54,55 CR  |
| 2     | Godwin Imoisi  | NGR  | 46,12     |
| 3     | Walid Boudaoui | ALG  | 45,95     |
| 4     | Hammed Bakare  | NGR  | 45,73     |
| 5     | Hatem el-Kébir | TUN  | 40,37     |
| 6     | Kaditan Azoti  | TOG  | 34,14     |

22. August

#### Hammerwurf
| Platz | Athlet                       | Land | Weite (m) |
| ----- | ---------------------------- | ---- | --------- |
| 1     | Yamine Hussein               | EGY  | 63,46 CR  |
| 2     | Nabil Amroune                | ALG  | 57,94     |
| 3     | John Osazuwa                 | NGR  | 55,94     |
| 4     | Abdel Latif Ben Turkia       | TUN  | 55,72     |
| 5     | Ahmed Ridha Mohamed Abdullah | EGY  | 54,30     |
| 6     | Enahoro Omizi                | NGR  | 46,84     |

21. August

#### Speerwurf
| Platz | Athlet         | Land | Weite (m) |
| ----- | -------------- | ---- | --------- |
| 1     | Nnamdi Uche    | NGR  | 60,04     |
| 2     | Félix Kouadio  | CIV  | 59,32     |
| 3     | Kossivi Kponor | TOG  | 46,20     |

22. August

#### Zehnkampf
| Platz | Athlet                   | Land | Punkte  |
| ----- | ------------------------ | ---- | ------- |
| 1     | Mohamed Benyahia         | ALG  | 7086 CR |
| 2     | Mohamed Mounib           | ALG  | 6737    |
| 3     | Lee Okoroafor            | NGR  | 6505    |
| 4     | Ahmed Abdel Mohsen Ahmed | EGY  | 6386    |
| 4     | Béchir Zaghouani         | TUN  | 6328    |

22./23. August

### Frauen

#### 100 m
| Platz | Athletin           | Land | Zeit (s) |
| ----- | ------------------ | ---- | -------- |
| 1     | Funmilola Ogundana | NGR  | 12,03    |
| 2     | Monica Twum        | GHA  | 12,42    |
| 3     | Justine Bayiga     | UGA  | 12,86    |
| 4     | Mavis Akoto        | GHA  | 12,93    |
| 5     | Marang Kinteh      | GAM  | 12,97    |
| 6     | Mary Apio          | UGA  | 12,99    |

Finale: 21. August
Wind: −3,8 m/s

#### 200 m
| Platz | Athletin           | Land | Zeit (s) |
| ----- | ------------------ | ---- | -------- |
| 1     | Funmilola Ogundana | NGR  | 23,92    |
| 2     | Monica Twum        | GHA  | 24,28    |
| 3     | Agnes Afiyo        | GHA  | 24,32    |
| 4     | Benedicta Ajudua   | NGR  | 25,31    |
| 5     | Marang Kinteh      | GAM  | 25,58    |
| 6     | Diane Zancy        | GAB  | 25,66    |

Finale: 23. August
Wind: −0,1 m/s

#### 400 m
| Platz | Athletin            | Land | Zeit (s) |
| ----- | ------------------- | ---- | -------- |
| 1     | Doris Jacob         | NGR  | 52,88 CR |
| 2     | Rosemary Okafor     | NGR  | 53,49    |
| 3     | Monica Twum         | GHA  | 54,35    |
| 4     | Justine Bayiga      | UGA  | 54,48    |
| 5     | Naomi Ansah         | GHA  | 56,13    |
| 6     | Fatoumata Coulibaly | CIV  | 58,95    |

21. August

#### 800 m
| Platz | Athletin           | Land | Zeit (min) |
| ----- | ------------------ | ---- | ---------- |
| 1     | Nancy Jebet Langat | KEN  | 2:05,7 CR  |
| 2     | Naomi Misoi        | KEN  | 2:07,4     |
| 3     | Ramomene Boikhutso | BOT  | 2:09,0     |
| 4     | Khadija Touati     | ALG  | 2:10,3     |
| 5     | Hareg Sidelil      | ETH  | 2:10,5     |
| 6     | Nahida Touhami     | ALG  | 2:11,2     |

Finale: 22. August

#### 1500 m
| Platz | Athletin             | Land | Zeit (min) |
| ----- | -------------------- | ---- | ---------- |
| 1     | Rose Jerotich Kosgei | KEN  | 4:14,56 CR |
| 2     | Etaferahu Tarekegn   | ETH  | 4:14,65    |
| 3     | René Kalmer          | RSA  | 4:16,90    |
| 4     | Yeshi Tesfaye        | ETH  | 4:21,57    |
| 5     | Fatma Lanouar        | TUN  | 4:25,35    |
| 6     | Khadija Touati       | ALG  | 4:31,24    |

23. August

#### 3000 m
| Platz | Athletin             | Land | Zeit (min) |
| ----- | -------------------- | ---- | ---------- |
| 1     | Etaferahu Tarekegn   | ETH  | 9:10,45    |
| 2     | Jacqueline Okemwa    | KEN  | 9:19,26    |
| 3     | René Kalmer          | RSA  | 9:20,51    |
| 4     | Margaret Chepkemboi  | KEN  | 9:25,04    |
| 5     | Meseret Kotu         | ETH  | 9:39,07    |
| 6     | Catherine Webombesa  | UGA  | 9:48,78    |
| 7     | Christiana Augustine | NGR  | 9:59,98    |

21. August

#### 10.000 m
| Platz | Athletin             | Land | Zeit (min) |
| ----- | -------------------- | ---- | ---------- |
| 1     | Merima Hashim        | ETH  | 34:48,68   |
| 2     | Jacqueline Okemwa    | KEN  | 35:09,69   |
| 3     | Margaret Chepkemboi  | KEN  | 35:42,60   |
| 4     | Worknesh Kidanea     | ETH  | 36:16,60   |
| 5     | Christiana Augustine | NGR  | 37:02,08   |
| 6     | Catherine Webombesa  | UGA  | 37:26,55   |

23. August

#### 100 m Hürden
| Platz | Athletin           | Land | Zeit (s) |
| ----- | ------------------ | ---- | -------- |
| 1     | Baya Rahouli       | ALG  | 13,87    |
| 2     | Funmilola Ogundana | NGR  | 14,47    |
| 3     | Laraba Nasiru      | NGR  | 14,49    |
| 4     | Naïma Bentahar     | ALG  | 14,79    |
| 5     | Rania Abdelaziz    | EGY  | 15,65    |

23. August
Wind: +0,1 m/s

#### 400 m Hürden
| Platz | Athletin                | Land | Zeit (s) |
| ----- | ----------------------- | ---- | -------- |
| 1     | Elizabeth Ndubueze      | NGR  | 58,70 CR |
| 2     | Esther Erharuyir        | NGR  | 58,81    |
| 3     | Yvonne Ntini            | ZIM  | 59,88    |
| 4     | Fabienne Ahoomey-Zounou | TOG  | 63,36    |

23. August

#### 4 × 100 m Staffel
| Platz | Land     | Athleten | Zeit (s) |
| ----- | -------- | -------- | -------- |
| 1     | Nigeria  |          | 45,73 CR |
| 2     | Ghana    |          | 45,77    |
| 3     | Algerien |          | 47,99    |
| 4     | Botswana |          | 49,33    |

22. August

#### 4 × 400 m Staffel
| Platz | Land     | Athleten | Zeit (min) |
| ----- | -------- | -------- | ---------- |
| 1     | Nigeria  |          | 3:37,99 CR |
| 2     | Ghana    |          | 3:44,00    |
| 3     | Algerien |          | 3:52,91    |
| 4     | Botswana |          | 4:04,71    |

22. August

#### Hochsprung
| Platz | Athletin         | Land | Höhe (m) |
| ----- | ---------------- | ---- | -------- |
| 1     | Hestrie Storbeck | RSA  | 1,90 CR  |
| 2     | Gloria Nwosuo    | NGR  | 1,70     |
| 3     | Olubunmi Titcomb | NGR  | 1,70     |
| 4     | Hamida Benhocine | ALG  | 1,65     |
| 5     | Wahiba Fahem     | ALG  | 1,65     |

21. August

#### Stabhochsprung
| Platz | Athletin     | Land | Höhe (m) |
| ----- | ------------ | ---- | -------- |
| 1     | Sonia Smili  | ALG  | 2,00     |
|       | Hayael Jamil | EGY  | NH       |

23. August

#### Weitsprung
| Platz | Athletin          | Land | Weite (m) |
| ----- | ----------------- | ---- | --------- |
| 1     | Grace Umelo       | NGR  | 6,25 CR   |
| 2     | Baya Rahouli      | ALG  | 6,12      |
| 3     | Charlene Lawrence | RSA  | 5,81      |
| 4     | Margaret Simpson  | GHA  | 5,69      |
| 5     | Edith Wilcox      | NGR  | 5,48      |
| 6     | Amadou Latifadou  | TOG  | 5,44      |

22. August

#### Dreisprung
| Platz | Athletin         | Land | Weite (m) |
| ----- | ---------------- | ---- | --------- |
| 1     | Baya Rahouli     | ALG  | 13,39 CR  |
| 2     | Edith Wilcox     | NGR  | 12,76     |
| 3     | Grace Efago      | NGR  | 12,69     |
| 4     | Kéné Ndoyea      | SEN  | 12,67     |
| 5     | Evelyn Havey     | GHA  | 11,87     |
| 6     | Amadou Latifadou | TOG  | 11,67     |

21. August

#### Kugelstoßen
| Platz | Athletin           | Land | Weite (m) |
| ----- | ------------------ | ---- | --------- |
| 1     | Veronica Abrahamse | RSA  | 15,80 CR  |
| 2     | Maranelle du Toit  | RSA  | 15,70     |
| 3     | Amira Naji         | EGY  | 13,28     |
| 4     | Alifatou Djibril   | TOG  | ?         |

#### Diskuswurf
| Platz | Athletin            | Land | Weite (m) |
| ----- | ------------------- | ---- | --------- |
| 1     | Elizna Naudé        | RSA  | 46,16 CR  |
| 2     | Maranelle du Toit   | RSA  | 44,20     |
| 3     | Nesrine Dahman      | TUN  | 40,55     |
| 4     | Wala Khalil         | EGY  | 40,55     |
| 5     | Suzanne Kragbé      | CIV  | 35,61     |
| 6     | Victoria Ekoriverue | NGR  | 35,49     |

21. August

#### Hammerwurf
| Platz | Athletin         | Land | Weite (m) |
| ----- | ---------------- | ---- | --------- |
| 1     | Djida Yalloulène | ALG  | 44,10     |
| 2     | Wala Khalil      | EGY  | 37,20     |
| 3     | Yinka Owosile    | NGR  | 34,80     |
| 4     | Amira Naji       | EGY  | 23,70     |

23. August

#### Speerwurf
| Platz | Athletin           | Land | Weite (m) |
| ----- | ------------------ | ---- | --------- |
| 1     | Agnes Afiyo        | GHA  | 53,54 CR  |
| 2     | Sorochukwu Ihuefo  | NGR  | 48,66     |
| 3     | Veronica Abrahamse | RSA  | 47,52     |
| 4     | Margaret Simpson   | GHA  | 44,36     |
| 5     | Azeez Morilia      | NGR  | 39,12     |
| 6     | Nesrine Mohamed    | EGY  | 38,30     |

23. August

#### Siebenkampf
| Platz | Athletin       | Land | Punkte |
| ----- | -------------- | ---- | ------ |
| 1     | Naïma Bentahar | ALG  | 4123   |
| 2     | Hani Jamil     | EGY  | 3681   |
| 3     | Azeez Morili   | NGR  | 3370   |
| 4     | Sonia Smili    | ALG  | 3097   |

23. August

## Abkürzungen
| - WR = Weltrekord - WJR = Juniorenweltrekord - OR = olympischer Rekord - YOR = olympischer Jugendrekord - AR = Kontinentalrekord - AJR = Juniorenkontinentalrekord - NR = nationaler Rekord - NJR = nationaler Juniorenrekord - CR = Meisterschaftsrekord - MR = Veranstaltungsrekord | - WB = Weltbestleistung - WJB = Juniorenweltbestleistung - WYB = Jugendweltbestleistung - AB = Kontinentbestleistung - AJB = Juniorenkontinentalbestleistung - AYB = Jugendkontinentalbestleistung - NB = nationale Bestleistung - NJR = nationale Juniorenbestleistung - NYB = nationale Jugendbestleistung | - PB = persönliche Bestleistung - SB = persönliche Saisonbestleistung - QB = Qualifikationsbestleistung - WL = Weltjahresbestleistung - WJL = Juniorenweltjahresbestleistung - WYL = Jugendweltjahresbestleistung - DSQ = disqualifiziert (engl. Disqualified) - DNS = Wettkampf nicht angetreten (engl. Did Not Start) - DNF = Wettkampf nicht beendet (engl. Did Not Finish) |

## Medaillenspiegel
| Platz  | Land           | Gold | Silber | Bronze | Gesamt |
| ------ | -------------- | ---- | ------ | ------ | ------ |
| 01     | Nigeria        | 13   | 10     | 15     | 38     |
| 02     | Algerien       | 7    | 6      | 5      | 18     |
| 03     | Kenia          | 7    | 4      | 1      | 12     |
| 04     | Südafrika      | 7    | 2      | 5      | 14     |
| 05     | Ghana          | 5    | 8      | 6      | 19     |
| 06     | Äthiopien      | 3    | 3      | 3      | 9      |
| 07     | Ägypten        | 1    | 5      | 2      | 8      |
| 08     | Uganda         | 0    | 1      | 1      | 2      |
| 08     | Togo           | 0    | 1      | 1      | 2      |
| 10     | Elfenbeinküste | 0    | 1      | 0      | 1      |
| 10     | Gabun          | 0    | 1      | 0      | 1      |
| 12     | Tunesien       | 0    | 0      | 2      | 2      |
| 13     | Botswana       | 0    | 0      | 1      | 1      |
| 13     | Simbabwe       | 0    | 0      | 1      | 1      |
| Gesamt | Gesamt         | 43   | 42     | 42     | 127    |